# 王昊 (1965年)
王昊（1965年2月—），男，汉族，安徽砀山人，中华人民共和国政治人物。曾任江苏省政协副主席，中共宿迁市委书记。

## 生平
1987年7月，毕业于南京大学哲学系。
2007年12月，任江苏省徐州市副市长。2011年9月，任徐州市委常委、副市长。2013年12月，任徐州市常务副市长。2017年2月，升任徐州市政协主席。
2018年2月，调任宿迁市市委副书记，市政府副市长、代市长。2019年1月，当选为宿迁市市长。2020年12月，任宿迁市委书记。2021年1月，当选宿迁市人大常委会主任。
2023年1月，升任江苏省政协副主席。
2024年5月，因严重违法违纪被中央纪委国家监委立案调查。王昊是第四位落马的中共宿迁市委书记，其他三人分别是仇和、张新实、缪瑞林。
2024年11月20日，经中共中央批准，王昊被开除党籍。